# Пшекольно
Пшекольно (пол. Przekolno) — село в Польщі, у гміні Пелчиці Хощенського повіту Західнопоморського воєводства.
Населення — 474 особи (2011).
У 1975-1998 роках село належало до Гожовського воєводства.

## Демографія
Демографічна структура станом на 31 березня 2011 року:
|          | Загалом | Допрацездатний вік | Працездатний вік | Постпрацездатний вік |
| -------- | ------- | ------------------ | ---------------- | -------------------- |
| Чоловіки | 247     | 58                 | 177              | 12                   |
| Жінки    | 227     | 49                 | 134              | 44                   |
| Разом    | 474     | 107                | 311              | 56                   |